# フラムスティード番号
フラムスティード番号（フラムスティードばんごう、Flamsteed numbers、Flamsteed designation）（フラムスティード名、フラムスティード数）は、恒星の命名法である。
一般的にはイギリスの天文学者ジョン・フラムスティードが考案したとされるが、実際にはフラムスティードではない。『大英恒星目録』(Historia coelestis Britannica)および『天球図譜』(Atlas Coelestis)の初版（ともにイギリスで刊行）には記載はない。はじまりは、ジェローム・ラランドによる1783年発行のフラムスティード星表のフランス語訳版、あるいはアイザック・ニュートンやエドモンド・ハレーによってフラムスティードの許可なしに刊行された予備版の星表などが考えられるが、定かではない。
星座ごとの通し番号と、星座名の属格で表す。約100年前に発表された、アルファベットと星座名の属格を使うバイエル符号に似ているが、主要な違いは次のとおり。
- バイエル符号より数が多い。2554の天体に付けられた。[要出典]
- バイエル符号がほぼ等級順なのに対し、フラムスティード番号は西（日周運動の前方）からである。
- バイエル符号は全天を扱っている。一方、フラムスティード番号はイギリスから比較的観望しやすい52星座を対象としている[3]。赤緯およそ-35度より南の恒星には、フラムスティード番号はない（例外あり）。
- バイエル符号が、明るい星になかったり暗い星についていたりするのに対し、フラムスティード番号は、一定以上の輝度の星にはほぼついている（完全にではない）。

## 欠番・追加など
バイエル符号同様、当時と星座が変わったため使われなくなったフラムスティード番号もある。
フラムスティード番号の中には、どの恒星か不明なものもある。そのうち1つ「おうし座34番星」は、1690年にフラムスティードが観測したものだが、後に天王星を恒星と誤認したものであることが明らかになった。もう1つの「カシオペヤ座3番星」の位置には、現在は超新星残骸があるため、フラムスティードは超新星を観測したのだという説がある。
例外的に南天中高赤緯に付けられたフラムスティード番号がいくつかある。そのうちエリダヌス座82番星は、フラムスティードがつけた番号ではなく、ベンジャミン・グールドが南天の星表 Uranometria Argentina で名づけたものである。
なお、きょしちょう座47（球状星団）は、フラムスティード番号ではなく、ヨハン・ボーデが作成した星表の番号である。

## 他の符号との関係
バイエル符号のある恒星のほとんどにはフラムスティード番号があるが、南天中高赤緯にフラムスティード番号がないことや、いくつか暗い星がバイエル符号を持っていることなどにより、バイエル符号だけがある恒星も少なくない。バイエル符号とフラムスティード番号を両方持つ恒星は通常バイエル符号で呼ばれるが、いくつか例外もある。
バイエル符号もフラムスティード番号もない恒星は、ヘンリー・ドレイパー番号（HD + 数字）で呼ばれることが多く、それもなければさまざまな星表番号が使われる。